# 黄碧仁
黃碧仁（英語：Huang Biren，1969年3月7日—），新加坡华人女演员，籍贯福建，是新加坡电视圈的阿姐之一、著名演技派花旦。黄碧仁曾是新传媒旗下经纪合约艺人，后恢复自由身，改以部头约接演戏剧。在新加坡常被称作“戏剧女神”，因地位崇高而尊称「碧仁姐」。1988年参加“新广”第八期演员训练班，继而进入演艺界。后来凭电视剧《家人有约》、《九層糕》等里精湛演技大获好评，五度于1998年、2002年、2005年、2022年、2023年获颁《红星大奖》最佳女主角，是目前获奖次数最多的纪录保持者。黄碧仁也在1998年、2003年和2007年的亚洲电视大奖入围最佳戏剧女演员奖。
2008年暂别娱乐圈，留在家中照顾子女。
2014年强势回归娱乐圈，復出作《三个愿望》首播即突破百万收视大关，内敛演出获一致好评。 其后《三》更摘下2014年度“最高收视率电视剧”荣誉，但黄碧仁因只以部头约形式接演戏剧而非全职艺人，而无缘《红星大奖2015》“最佳女主角”宝座。
2015年因主演家庭剧《虎妈来了》而再度人气急升，收视率连续冲破百万大关，是2015年的“最高收视率电视剧”。  由于复出剧接连冲破百万收视率，以至媒体封她为“收视灵丹”。

## 個人背景

### 家庭
黄碧仁自小就热爱表演与舞台，学生时期参加了不少演讲与讲故事比赛，且获奖无数。黃碧仁的父親是民航局的退休職員，母親則自己經營美容院，所以黃碧仁從小就對美容產品、皮膚保養感興趣，更在媒體訪談中坦言若沒加入演藝圈，或許會繼承母親的美容事業。黃碧仁上有一姐下有一弟。姐姐於新加坡教育部的學校擔任英文科目主任，弟弟則從商。
黄碧仁的老公郭世偉（Adrian Quek）是新加坡警察部队的高級警察助理总监，曾負責處理調查新加坡多起轰动一时的命案、綁架案。夫妻俩育有一子二女，湊成了“好”字。
儿子郭正君Justin於2000年3月10日出世，就讀新加坡頂尖學府萊佛士書院。2019年，媒體報導郭正君由於品學兼優，獲頒新加坡政府頒發的公共服务委员会奖学金，將於新加坡国立大学修读化学与食物科学双主修，畢業後將加入新加坡警察部隊。在出席奖学金頒獎典禮時被问及儿子是否是受父亲影响而加入警队，黄碧仁回应说，父亲多少对他有影响。
2007年7月30日，碧仁宣布已怀了第二胎。 2008年3月6日 （比碧仁自己生日早一天），碧仁顺利产下第二胎，宝宝是名女婴。英文名是Janessa Quek，华文名为郭可萱。 女儿就读圣尼各拉女校，其同门师姐包括花旦林慧玲。
2009年，黃碧仁的父親於元宵節大小便失禁，送到加护病房后不久陷入昏迷，当天傍晚在医院去世。 黄碧仁说，父亲向來身體健康無大礙，67歲走得太突然，家人都无法接受。
2009年9月29日，黄碧仁出席范文芳、李铭顺之婚宴，肚子微微隆起，在记者追问下才透露又怀了第三胎。黄碧仁在接受采访时透露，第三胎完全不在自己的生育计划内。她希望宝宝会是女婴，预产期是2010年4月。2010年4月29日，黄碧仁如愿以偿，生下女宝宝，英文名Janelle，华文名则为郭可恩。
2013年4月，黃碧仁腎臟部位長了10公分的水瘤。雖是良性水瘤，不過醫生告知，如果水瘤爆破，或許會影響別的器官。黃碧仁因此決定動手術，切除水瘤。預計2小時的手術，因併發症，近6小時才完成，嚇壞了在外等候的母親和老公。黃碧仁過後接受媒體訪問時說，那次的“健康驚嚇”，給她的啟示是——人生短暫，要珍惜身邊人，要活得開心。
新加坡击剑国手Jet Ng为其侄子。

## 經歷

### 出道
1988年，参加电视台主办的“新广第八期演员训练班”，与同班的潘玲玲、朱乐玲结为好友。其训练班导师包括毛威和夏川。 黄碧仁表示，父母原本安排她在高中毕业后赴美国念大学，不过由于对表演的热爱而选择违背父母的意愿，加入了电视台开始全职艺人生涯。 新加坡艺人郑惠玉曾在接受媒体访问时提及黄碧仁，并道出黄碧仁是当年演员训练班的【优秀毕业生】，更被班上的导师点名为最具潜力的学员。

### 1992年：首次当女主角
1992年，黄碧仁首次当上电视剧《暴风边缘》的女主角，和李南星搭档，饰演患有自闭症的年轻妈妈。

### 1993年至1996年：首次赴大陆拍剧，调派到综艺组当主持人
1995年，黄碧仁首次赴中国新疆拍摄古装剧，饰演《塞外奇侠》中的白发魔女之重角。黄碧仁坦言《塞》堪称是出道以来拍过最辛苦的一部剧，因天寒地冻、山势险峻、每天得抹黑起床搭巴士上山拍摄，更在拍摄中途不幸接到外婆去世的消息。黄碧仁在外婆去世的第三天才飞抵新加坡奔丧，而对于自己因为执着拍戏而未能赶回新加坡见到外婆最后一面，造就了自己终身的遗憾。 这段期间，黄碧仁的演艺事业发没有多大的突破，更一度因与幕后工作人员的关系紧张而被调派到综艺组当综艺节目主持人。 黄碧仁坦言当时因为事业没有想象中的一帆风顺，有离开电视圈的念头。但因为对演戏仍然充满热忱，所以决定留下来继续拍戏。

### 1997年：首次入围专业演技奖项
黄碧仁因拍摄充满喜感成分的电视剧《101老婆》、主持关于退休生活的清谈节目，获得观众的注意，首次夺得“十大最受欢迎女艺人”奖。同年，黄碧仁也首次凭《婚姻法庭》里的演出入围专业演技奖项，可惜败给大热洪慧芳。

### 1998年：首次夺视后殊荣
黄碧仁二度与谢韶光合作（首次合作于1996年的《5C老公》），接拍由金牌监制郭令送挂帅的电视剧《家人有约》，饰演一名无微不至地照顾瘫痪丈夫的贤妻林文玉。《家》口碑和收视创佳绩，是新视98年最高收视率的电视剧。黄碧仁因为这部剧而人气急升，得到的演出机会明显增加。黄碧仁的耀眼演出使她成功捧走1998年“红星大奖”最佳女主角奖，也同时入围了“亚洲电视大奖”最佳女主角。黄碧仁在获奖致辞时说视后奖座是她出道十年来“得到最好，最珍贵的一份礼物”；更特别感激搭档谢韶光，“没有他，我不会得到这个奖”。黄碧仁坦言自己与谢韶光默契极佳，两人拍摄时无需特别彩排对台词，便能轻易融入角色状态相互“给戏”。

### 1999至2001年： 首次赴台湾拍剧
黄碧仁与宋怡霏合作接拍时装电视剧《法庭故事》，饰演以不择手段打赢官司的野蛮律师，再度入围《红星大奖》最佳女主角奖。同年，黄碧仁也与当年的新晋艺人郑斌辉、郑秀珍联合主演爱情剧《错体双宝》。该剧播出数年后，黄碧仁透露自己曾因郑斌辉的态度不专业而把他叫到一旁并教训了一顿。
1999年下半年，黄碧仁与谢韶光到台湾拍摄合资电视剧《爱情乱码》。到了台湾，黄碧仁才发现自己有了身孕，在台湾拍戏三个月。幸好获得老友谢韶光的照料与制作组的体恤，获安排先把自己的戏份拍完提早回新加坡安胎。黄碧仁抵达新加坡当晚恰好发生921大地震，庆幸自己虽逃过一劫却担心还在台湾的搭档谢韶光或可能凶多吉少。过了几天谢韶光才联络上黄碧仁报平安，不过谣传谢韶光因经历了地震而患上了抑郁症，黄碧仁坦言为此感到愧疚（搭档谢韶光为了黄碧仁能提早回国而延后档期，继续留在台湾拍摄剩余的戏份）。
2000年，黄碧仁誕下爱子郭正君，放完产假三个月便拍摄迷离悬疑剧《真相》，饰演心机重的心理医生及冷酷的杀人凶手葉寧。黄碧仁凭此剧入围《红星大奖》最佳女配角奖。
2001年，黄碧仁与资深已故老戏骨黄文永、陈丽贞主演电视剧《三个半女人》，饰演摩登女强人，该剧口碑与收视都呈巨大突破，勇夺当年的【最高收视率电视剧】与【最佳电视剧】。黄碧仁更凭此剧再度提名《红星大奖》最佳女主角宝座，最终败给同剧的陈丽贞。

### 2002年：事业最高峰，再度封后
黄碧仁于2002年主演的三部电视剧便列入收视排行榜的前三甲，堪称原子威力。《豹子胆》中向黄奕良挥刀砍人的场面及《九层糕》中与香港资深甘草艺人朱咪咪的大量飙戏片段，获得观众的青睐与赞赏。在2002年的“红星大奖”中，黄碧仁以大热门姿态凭《九层糕》中楚楚可怜、智商低的‘范可莲’角色，二度获颁“红星大奖”最佳女主角奖。因为获得广大观众的支持，黄碧仁当上了当年的“联合早报 风云人物”。

### 2003至2007年：三度夺视后、获观众票选为“最喜爱女演员”
2003年，黄碧仁在电视剧《孩有明天》饰演贫穷阿嫂‘丁嫂’，与已故艺人冯伟衷饰演母子，表现赚人热泪，更凭此剧二度获“亚洲电视大奖”最佳女主角提名。同年也与同是视后的李锦梅主演都市爱情剧《大女人小女人》，饰演渴望爱情的中年女强人Christina。
2004年，黄碧仁主演当年的最高收视率电视剧《三十风雨路》，与同届演员训练班的成建辉、曹国辉搭档，故事由金牌故事人洪荣狄操刀。《三》剧情由1974年跨越至2004年，黄碧仁必须诠释28岁的乡村女至58岁的师奶角色，挑战性极高，也凭此剧再度提名《红星大奖》最佳女主角奖。黄碧仁在拍摄这部剧时，因受伤而入院三次。
2005年，黄碧仁以丑化形象演出，在《情来运转》饰演病态赌徒、好赌成性的“烂赌婆”張秋月（Lucky），与老友陈汉玮、郑各评搭档，更与年仅小十年的欧萱演母女。黄碧仁在地下赌档拍摄时因窗户不够以至缺氧，拍到一半时突然晕倒。 突出的表演方式使她再次胜出，凭此剧荣获红星大奖2005最佳女主角。同年，黄碧仁再度与李南星搭档，拍摄外制悬疑剧《迷云二十天》，饰演女警官。《迷》于隔年播出。
2006年，黄碧仁原本有份参演电视剧《星闪闪》，饰演新人姚懿珊的泼妇妈妈，可是在做造型前因健康亮红灯而辞演，角色由洪慧芳顶替。黄碧仁解释于2005年拍摄《迷云二十天》因许多激烈大场面以至哮喘严重发作，必须听从专科医生指示申请病假修养。不过坊间诸多谣传指黄碧仁有感《星》剧里角色发挥机会不多，不够出位，抗拒再度出演妈妈级角色，更不愿降低其一线演员身价演新人的陪衬，借以假病推戏；媒体更踢爆黄碧仁因推戏而遭公司冷藏一年无戏拍。对此黄碧仁出面澄清绝无此事，公司也表明因2005年两台合并后（新加坡报业控股集团与新传媒整合）缺乏竞争，电视剧产量与预算缩小，导致一些艺人演出的机会减少。
黄碧仁在2007年二度与郑斌辉搭档主演电视剧《幸福双人床》，饰演喜感丰富、斤斤计较、参加改头换面比赛的阿嫂角色。黄碧仁的演出获观众一致赞赏，收视率也列入收视排行榜三甲。《幸》占了《红星大奖2007》提名名单的最多提名；黄碧仁也凭此剧再度提名“红星”以及“亚洲电视大奖”的最佳女主角奖项。同年，黄碧仁出任演艺新人选拔赛《才华横溢出新秀2007》的艺人导师之一，学徒包括大陆籍女演员周颖。
黄碧仁也在新传媒主办的《红星大奖之戏剧情牵25》中，获得了由观众票选的特设奖项“最喜爱女演员”奖，击败了电视台的当红“阿姐”级艺人郑惠玉、范文芳。同年，由新传媒刊登的杂志8 Days指出，从1997年至2007年的11部最高收视率电视剧中，黄碧仁主演的电视剧已占了七部之多。

### 2008年：暂别娱乐圈
2008年6月，黄碧仁放完产假便与王禄江联合主持综艺节目《辣妈好时尚》，节目拍毕后便离开娱乐圈，震惊媒体界。坊间诸多揣测其离开娱乐圈的消息，甚至有媒体踢爆黄碧仁因婚姻亮红灯而留守家里挽留婚姻。8月4日，新传媒电视发表文告说，黄碧仁于2008年6月30日跟公司约满后决定不续约，20年的演艺生涯已告一段落。黄碧仁受访时说，不续约的主要原因是因为跟公司谈合约条件时谈不拢，所以决定离开，当家庭主妇在家相夫教子。此消息让许多观众大表惊讶以及感到非常愤怒；新加坡媒体也热烈讨论了这则娱乐新闻。碧仁虽然离开了新传媒，可是公司不排除日后跟碧仁合作的可能性。
尽管黄碧仁坦言新剧里的角色将很好发挥，不过刚诞下爱女的她已经把家庭摆在中心，不想错过儿女成长的过程，人生已进入另一个阶段。大众与媒体普遍认为黄碧仁原本有份参演的新剧莫过于大制作《小娘惹》，角色后改由向云顶替。
黄碧仁于2008年11月接受海峡时报专访表示，一个好的角色、杰出的剧本、或任何其他实际的因素会使她考虑日后复出。 尽管离开电视台后仍获不少戏剧、舞台剧，甚至参演电影的邀约，黄碧仁一概不作考虑。

### 2009至2013年
2009年4月26日，黄碧仁在《红星大奖2009》颁奖典礼中，荣获了最高荣誉的“超级红星大奖”，奖项由新加坡总统纳丹颁发。 这份殊荣是为了表彰获得“十大最受欢迎艺人”奖项多达十次的艺人而颁发的。
黄碧仁于2010年参与由庄米雪主持的理财讲座，与专家分享理财心得。黄碧仁透露自己虽然离开娱乐圈，少了一份收入，但笑说“老公的发薪日就是我的发薪日”，还分享在做出转当家庭主妇的决定前，必须确保自己有足够储蓄，购买必要的保险，且房子、车子等贷款都已付清。
2011年4月，久未露面的黄碧仁出席《红星大奖2011》，与陈汉玮担任颁奖嘉宾，颁发压轴奖项“最喜爱男女角色”奖。2012年4月，黄碧仁再次受邀担任《红星大奖2012》的颁奖嘉宾，与国会议员马炎庆先生联手颁发“最佳新闻报道”及“最佳时事报道”两大奖项。 黄碧仁在后台受访时说，近期忙着在家里相夫教子，还当起了儿子的补习老师；谈及复出时，碧仁透露正同电视台磋商，有可能于2013年复出拍剧。
黄碧仁原本有份参演新传媒2013年之「电视50」重头剧《信约：唐山到南洋》，饰演话事人“黄珍娘”之重角，与李南星、欧萱、黄俊雄等同台飚戏。不过在开拍前因健康亮起红灯，肾脏长水瘤而紧急入院开刀，无奈辞演。 角色后来由同样是“视后”的林晓佩顶上。

### 2014年至今：重返娱乐圈
2014年3月，黄碧仁于《红星20》特刊拍摄现场透露，身体已完全复原，状态良好，加上孩子逐年成长独立，且自己对拍戏仍充满热忱，2014年极可能会复出，下半年将会有新作品展开。3月31日，新传媒8频道宣布，黄碧仁将重出江湖，10月份正式重登荧光幕，复出之作将是与王沺裁、陈欣淇、姚文隆等主演的家庭悬疑剧《三个愿望》。观众对于黄碧仁复出拍剧的期盼，再加上《三个愿望》的精彩剧情，成功将收视率推高。《三个愿望》播出时观众反映热烈，首播即突破百万收视率大关，过后更夺下“2014年连续剧收视冠军”，也打破电视台2014年单集收视记录。  剧中黄碧仁饰演的贤惠人妻‘曾善美’成功打动许多观众的心，演技精湛，深入民心。她坦言自己为人妻为人母多年，因此能与角色产生共鸣。
2015年，黄碧仁主演家庭剧《虎媽來了》，饰演不苟言笑、外冷内热，凝聚整个家庭的灵魂人物‘虎妈 / 賀雪美’。剧情极富教育意义与励志性，加上‘虎妈’角色充满正能量，以至收视率连续打破百万收视，也令碧仁人气再度急升。《虎妈来了》大结局不负众望，获106万5000的高收视率，是2015年的“最高收视率电视剧”。 由於接拍的電視劇皆衝破百萬收視率，以致媒體封黃碧仁為「收視靈丹」，不過黃碧仁受訪時表示拍戲沒有個人英雄，功勞歸整個製作團隊。
2015年4月，黄碧仁连同郑惠玉、李南星联手颁发《红星大奖2015》压轴奖项“最佳女主角”奖。三人在后台受访时也透露，年尾将首次同台演出，主演年度重头大戏《志在四方II》。同剧的还包括当红的瑞恩、欧萱、戚玉武。 《志在四方II》于2015年12月播出，观众反应不俗，黄碧仁的演出更是四大女主角当中深获最多好评的一位。观众赞黄碧仁把‘官谢恩’一角从狂妄自大到和藹可親的心理起伏，拿捏得出神入化；而《志在四方II》故事人洪汐更说黄碧仁的演出完全符合她心目中的“官谢恩”。
2016年2月，《红星大奖2016》入围名单出炉，黄碧仁凭借“官谢恩”一角入围“最喜爱女角色”奖，与欧萱、瑞恩斗人气。至于压轴演技奖项“最佳女主角”奖，黄碧仁因非全职合约艺人而无缘入围。同年，黄碧仁再度与王沺裁搭档，接拍外制公司哇哇映画出台的社会写实剧《美味下半场》，饰演重返社会、试图改过自新的前囚犯之要角‘鄭美美’。同年5月，以‘虎媽 / 賀雪美’的角色客串2016年年終重頭劇——《大英雄》，還和飾演‘葉曉英’的陳漢瑋有幾分鐘的飆戲片段。
2018年，黄碧仁与郭舒贤一同赴台湾参与由名嘴曾国城主持的《型男大主厨》（新加坡篇）拍摄，为台湾民众介绍新加坡美食。 同年也参与老友陈汉玮主持的旅游节目《老友出走记》，为观众介绍台南、台中美食与好去处。
2019年演艺界新人选拔赛《才华横溢出新秀》再次登场，黄碧仁连同陈汉玮、李铭顺宣布为比赛的【星级导师】，通过自身经验，为24强新秀进行一连串培训，栽培他们成为全面艺人。黄碧仁表示很高兴和荣幸能获邀担任《才华》导师，并觉得能在自己出道的30周年担任新秀的导师，别具意义。黄碧仁更表示将保持一贯的严厉作风，对新秀们的主要要求，就是拥有良好的“学习态度、工作态度和处事态度”。只要能做好这3点，演艺之路必当事半功倍；其他的，就看天时、地利、人和。  
2020年，黄碧仁再次回归电视荧幕，首次主演132集的长寿剧《味之道》，饰演剧中的终极大反派‘陈惠瑛’。角色的起伏颇大，从明争暗斗的女强人到剧集的后半段因车祸变成弱智女人，黄碧仁坦言角色深具挑战性。 同台演出的包括出道30多年来首次合作的陳莉萍、以及圈内好友陳漢瑋、陳泓宇、黃思恬、芳榕、孫政。黄碧仁在剧中与飾演‘秦西紅’一角的陳莉萍在剧集预告中的大量飆戲片段，造就了此剧的一大宣传卖点。  后凭此剧于《红星大奖2022》第四度夺下「最佳女主角」奖，击败赛前大热黄暄婷，以黑马姿态再次获桂冠，再攀事业高峰。这是黄碧仁阔别15年再度提名视后奖项并获奖；这也是视后奖座首次由非“亲身女”艺人（指非新传媒旗下艺人）夺得。（新传媒自2020年起便修改参赛条例，允许非全职艺人参与其盛。）
2021年，黄碧仁受邀接受名嘴权怡凤采访，参与访谈节目《权听你说》的录制，畅谈星路历程。黄碧仁在节目中否认自己难搞、挑戏的传闻，更不排除自己日后再度成为全职艺人的可能性。 权怡凤在总结《权》的拍摄时坦言，黄碧仁是最具挑战性的访问嘉宾，因其极为理性，“很难攻破她（黄碧仁）的内心世界。”
2022年因主演探讨特需人士课题的《你的世界我们懂》而再次受到观众瞩目，剧里饰演照顾特需孩子的职业妇女，生活面临巨大压力。 温馨感人的剧情牵动不少观众的心，黄碧仁受访时称希望观众收看了能对特需人士给予多一份包容、接纳和耐心。《你》不负众望，夺下年度收视冠军。媒体赞黄碧仁的收视保证不变，内心戏拿捏得丝丝入扣，更预测她将有望再度问鼎《红星》视后宝座。

## 影视作品

### 电视剧
| 首播   | 频道  | 剧名                          | 角色               | 性质               | 备注             |
| ------ | ----- | ----------------------------- | ------------------ | ------------------ | ---------------- |
| 1989年 | 8频道 | 铁警雄风                      | Helen              | 客串               |                  |
| 1989年 | 8频道 | 摩登俏冤家                    | May                |                    |                  |
| 1989年 | 8频道 | 丝路迷城                      | 紫依               |                    |                  |
| 1990年 | 8频道 | 我爱芳邻                      |                    |                    |                  |
| 1990年 | 8频道 | 大吉传奇                      | 赵幼兰             |                    |                  |
| 1990年 | 8频道 | 幻海奇遇 之《再来一次又如何》 | 徐晓玲             |                    |                  |
| 1991年 | 8频道 | 宜家宜乐                      |                    |                    |                  |
| 1991年 | 8频道 | 醋劲100                       | 夏莲娜             |                    |                  |
| 1992年 | 8频道 | 暴风边缘                      | 黎楚冰             |                    |                  |
| 1992年 | 8频道 | 迷离夜II 之《不死咒》         | 李雅伦             |                    |                  |
| 1993年 | 8频道 | 皇朝铁将金粉情                | 席山河             |                    |                  |
| 1993年 | 8频道 | 年年有鱼                      | 朱宝宝             |                    |                  |
| 1994年 | 8频道 | 情丝万缕                      | 鐘琪               |                    |                  |
| 1995年 | 8频道 | 奇缘III 之《救姻缘》          | 柳红               |                    |                  |
| 1995年 | 8频道 | 奇缘III 之《门神》            | 虞娌               |                    |                  |
| 1995年 | 8频道 | 阳光列车                      | 韩老师             |                    |                  |
| 1995年 | 8频道 | B计划                         | 秦雷               |                    |                  |
| 1995年 | 8频道 | 追心一族                      | 司仪               | 客串               |                  |
| 1996年 | 8频道 | 塞外奇侠                      | 練霓裳（白髮魔女） |                    |                  |
| 1996年 | 8频道 | 5C老公                        | 學琴               |                    |                  |
| 1997年 | 8频道 | 都是夜归人                    | 顧顯芳             |                    |                  |
| 1997年 | 8频道 | 婚姻法庭                      | 宛清               |                    |                  |
| 1997年 | 8频道 | 101老婆 之《老公的玻璃鞋》    | 柯慧欣（Kitty）    |                    |                  |
| 1997年 | 8频道 | 都市奇情II 之《六人晚宴》     | 林慧玲             |                    |                  |
| 1997年 | 8频道 | 迷离剧场 之《咒语》           | 胡丽娟             |                    |                  |
| 1998年 | 8频道 | 四个好涩的男人                | 李美儀             |                    |                  |
| 1998年 | 8频道 | 家人有约                      | 林文玉             | 第一女主角         |                  |
| 1998年 | 8频道 | 小说剧场 之《报应》           | 玛格烈             |                    |                  |
| 1998年 | 8频道 | 小说剧场II 之《婚事》         | 宋明娟             |                    |                  |
| 1999年 | 8频道 | 法庭故事                      | 楊展儀             | 第一女主角         |                  |
| 1999年 | 8频道 | 错体双宝                      | 方婷               | 第一女主角         |                  |
| 1999年 | 8频道 | 爱情乱码                      |                    |                    | 和台湾合资电视剧 |
| 2000年 | 8频道 | 真相                          | 葉寧               | 女配角             |                  |
| 2001年 | 8频道 | 三个半女人                    | 程佩儀（Monica）   | 三大女主角之一     |                  |
| 2001年 | 8频道 | 大酒店                        | 黃伊仁             |                    |                  |
| 2002年 | 8频道 | 好儿好女                      | 孫欲敏             | 第一女主角         |                  |
| 2002年 | 8频道 | 豹子胆                        | 甘淑淑             | 第一女主角         |                  |
| 2002年 | 8频道 | 九层糕                        | 范可蓮             | 第一女主角         |                  |
| 2003年 | 8频道 | 好儿好女II                    | 孫欲敏             | 第一女主角         |                  |
| 2003年 | 8频道 | 荷兰村                        |                    | 客串               |                  |
| 2003年 | 8频道 | 孩有明天                      | 丁嫂               | 女配角（單元性質） |                  |
| 2003年 | 8频道 | 家在大巴窯                    | 鄭惠明             | 第一女主角         |                  |
| 2004年 | 8频道 | 遗情未了                      | 郭月麗             | 第一女主角         |                  |
| 2004年 | 8频道 | 大女人小女人                  | Christina          | 第一女主角         |                  |
| 2004年 | 8频道 | 喜临门II                      |                    | 客串               |                  |
| 2004年 | 8频道 | 三十风雨路                    | 汪素枝（阿枝）     | 第一女主角         |                  |
| 2005年 | 8频道 | 情来运转                      | 張秋月             | 第一女主角         |                  |
| 2006年 | 8频道 | 迷云二十天                    | 嚴可欣             | 第一女主角         |                  |
| 2007年 | 8频道 | 幸福双人床                    | 謝文靜             | 第一女主角         |                  |
| 2014年 | 8频道 | 三個願望                      | 曾善美             | 第一女主角         |                  |
| 2015年 | 8频道 | 虎妈来了                      | 贺雪美             | 第一女主角         |                  |
| 2015年 | 8频道 | 志在四方II                    | 官谢恩             | 四大女主角之一     |                  |
| 2016年 | 8频道 | 美味下半場                    | 鄭美美             | 第一女主角         |                  |
| 2016年 | 8频道 | 大英雄                        | 贺雪美             | 客串               |                  |
| 2016年 | 8频道 | 三個小願望                    | 曾善美             | 客串               |                  |
| 2020年 | 8频道 | 味之道                        | 陈惠瑛             | 两大女主角之一     | 新加坡长寿剧     |
| 2022年 | 8频道 | 你的世界我們懂                | 李家雲             | 第一女主角         |                  |

#### 推掉的电视剧作品
| 首播   | 频道  | 剧名             | 代替   | 原因                     |
| ------ | ----- | ---------------- | ------ | ------------------------ |
| 2006年 | 8频道 | 大男人。小男人   | 陈丽贞 | 哮喘发作，一年病假       |
| 2006年 | 8频道 | 星闪闪           | 洪慧芳 | 哮喘发作，一年病假       |
| 2008年 | 8频道 | 小娘惹           | 向云   | 决定不跟新传媒续约       |
| 2013年 | 8频道 | 信約：唐山到南洋 | 林晓佩 | 肾脏长水瘤，紧急入院开刀 |

### 电视电影
- 1995年
  - 铁血雄心 饰 小碧
- 2003年
  - Popiah and Me 飾 Su-Lin

## 节目主持
- 1991年
  - 开心五重奏
- 1992年
  - 开心五重奏
  - 美丽星期天
- 1993年
  - 新年庆祝活动
  - 星星问
  - 开心五重奏
  - 新年倒数活动
- 1994年
  - 午后闲情
- 2006年
  - 步夜城
  - 请你吃好料II
- 2007年
  - 才华横溢出新秀
- 2008年
  - 辣妈好时尚：第五集
  - Great Parenting Forum
  - Baby's Coming!
  - Be $avvy With Your $
  - My Baby Be A Smart Parent
- 2009年
  - CordLife Baby Talk
  - L'OREAL PARIS REVITALIFT讲座
- 2013年
  - 快乐速递（第一集）
- 2016年
  - 爱心72小时（第七集）
- 2018年
  - 型男大主厨 新加坡版
  - 老友出走记

## 奖项

### 演技獎項
备注：黄碧仁自2008年离开新传媒后便以部头约接演戏剧。由于不是全职艺人，黄碧仁在2008年后拍摄的作品不符合《红星大奖》专业演技奖项的参赛资格。2020年参赛条例修改而再次有份角逐奖项。
| 年份 | 頒獎典禮            | 獎項                     | 劇集               | 角色           | 結果 |
| ---- | ------------------- | ------------------------ | ------------------ | -------------- | ---- |
| 1997 | 第4屆 紅星大獎1997  | 最佳女配角               | 《婚姻法庭》       | 宛清           | 提名 |
| 1998 | 第5屆 紅星大獎1998  | 最佳女主角               | 《家人有約》       | 林文玉         | 獲獎 |
| 1998 | 第3屆 亚洲电视大奖  | 最佳戲劇女演員           | 《家人有約》       | 林文玉         | 提名 |
| 1999 | 第6屆 紅星大獎1999  | 最佳女主角               | 《法庭故事》       | 楊展儀         | 提名 |
| 2000 | 第7屆 紅星大獎2000  | 最佳女配角               | 《真相》           | 叶宁           | 提名 |
| 2001 | 第8屆 紅星大獎2001  | 最佳女主角               | 《三個半女人》     | 程佩儀         | 提名 |
| 2002 | 第9屆 紅星大獎2002  | 最佳女主角               | 《九層糕》         | 范可蓮         | 獲獎 |
| 2003 | 第8屆 亚洲电视大奖  | 最佳戲劇女演員           | 《孩有明天》       | 丁嫂           | 提名 |
| 2004 | 第11屆 紅星大獎2004 | 最佳女主角               | 《三十風雨路》     | 汪素枝         | 提名 |
| 2005 | 第12屆 紅星大獎2005 | 最佳女主角               | 《情來運轉》       | 張秋月 (Lucky) | 獲獎 |
| 2007 | 第14屆 紅星大獎2007 | 最佳女主角               | 《幸福雙人床》     | 谢文静         | 提名 |
| 2007 | 第12屆 亚洲电视大奖 | 最佳戏剧女主角（推荐奖） | 《幸福雙人床》     | 谢文静         | 提名 |
| 2016 | 第22屆 紅星大獎2016 | 最喜爱电视女角色         | 《志在四方2》      | 官谢恩         | 提名 |
| 2022 | 第27屆 紅星大獎2022 | 最佳女主角               | 《味之道》         | 陈惠瑛         | 獲獎 |
| 2023 | 第28屆 紅星大獎2023 | 最佳女主角               | 《你的世界我們懂》 | 李家雲         | 獲獎 |

### 其他獎項
- 1997年
  - 十大最受欢迎女艺人
- 1998年
  - 最佳电视剧 《家人有约》
  - 最高收视率电视剧《家人有约》
- 1999年
  - 十大最受欢迎女艺人
- 2000年
  - 十大最受欢迎女艺人
  - 最佳电视剧 《真相》
  - 最高收视率电视剧《真相》
- 2001年
  - 十大最受欢迎女艺人
  - 最佳电视剧 《三个半女人》
  - 最高收视率电视剧《三个半女人》
- 2002年
  - 十大最受欢迎女艺人
  - 最佳电视剧 《九层糕》
  - 最高收视率电视剧《九层糕》
  - 联合早报 风云人物 - 电视：黄碧仁
- 2003年
  - 十大最受欢迎女艺人
  - 新加坡顶尖人物（第二版）
- 2004年
  - 十大最受欢迎女艺人
  - 最高收视率电视剧《三十风雨路》
- 2005年
  - 十大最受欢迎女艺人
- 2006年
  - 十大最受欢迎女艺人
  - 新加坡顶尖人物（第三版）
- 2007年
  - 我最喜爱的女演员
  - 最佳荧幕搭档情侣 （和謝韶光夺得）
  - 十大最受欢迎女艺人
  - 最高收视率电视剧《幸福双人床》
- 2008 - 2009年
  - 超级红星大奖
  - 亚洲电视风云人物 （i周刊）
- 2015年
  - 最高收视率电视剧《三个愿望》
- 2016年
  - 最高收视率电视剧《虎妈来了》
  - 最佳电视剧 《志在四方2》